# Zona blu
Zona blu (in inglese Blue Zone)  è un termine usato per identificare un'area demografica e/o geografica del mondo in cui la speranza di vita è notevolmente più alta rispetto alla media mondiale.  Il concetto è nato quando gli studiosi Gianni Pes e Michel Poulain hanno pubblicato su Experimental Gerontology il loro studio demografico sulla longevità umana, che identifica la provincia di Nuoro, in Sardegna, come l'area con la maggiore concentrazione di centenari al mondo. Gli studiosi, per procedere nel lavoro, tracciavano sulla mappa delle serie di cerchi concentrici blu che indicavano le zone con la più alta longevità, da qui il termine "zona blu".
Dan Buettner ha identificato come fulcro di longevità nel mondo, offrendo a sostegno dati empirici (che con un'alisi più attenta si sono rivelati parziali o errati) e osservazioni in prima persona, l'isola di Okinawa (Giappone); l'Ogliastra (Sardegna, Italia); Nicoya (Costa Rica), Icaria (Grecia) e la comunità di avventisti di Loma Linda, in California.

## Zone blu
Le quattro regioni identificate da Gianni Pes e Michel Poulain sono:

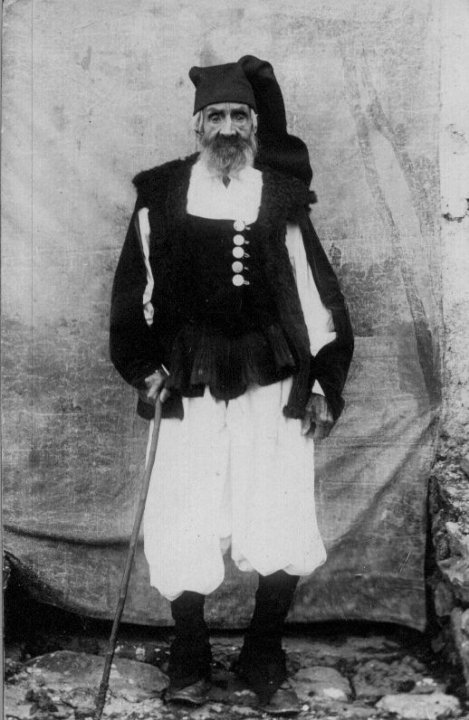
Anziano ultranovantenne di Ulassai, in Sardegna, foto scattata negli anni cinquanta

- Sardegna, Italia (in particolare in provincia di Nuoro i paesi montani della sub regione barbaricina d'Ogliastra e della Barbagia di Ollolai): un gruppo di demografi ha identificato una zona di picco di longevità in dei villaggi montani dell'entroterra dove gli uomini raggiungono i 100 anni con una straordinaria frequenza[6]. È stata identificata l'Ogliastra come l'area con la più alta concentrazione di centenari maschi. In Ogliastra, i centri con un elevato numero di centenari inseriti nella zona blu sono Villagrande Strisaili, Arzana, Talana, Baunei, Urzulei e Triei, Perdasdefogu, Osini, Ulassai. Nella Provincia di Nuoro i centri identificati nella zona blu sono Tiana, Ovodda, Ollolai, Gavoi, Fonni, Mamoiada, Orgosolo, Oliena, tutti facenti parte della Barbagia di Ollolai. Nella Provincia del Sud Sardegna la zona blu è riscontrabile in soli due paesi: Teulada, con certificazione avvenuta il 4 novembre 2023[7], a fronte di 9 centenari viventi e una schiera di ultra 95enni residenti, e Seulo, capoluogo dell'omonima sub regione sarda della Barbagia di Seùlo, quest'ultimo ha registrato 32 centenari dal 1996 al 2023 cioè in 27 anni, confermandosi il "Paese più longevo del mondo"[4].
- L'isola di Okinawa, Giappone: un altro gruppo ha esaminato un gruppo di individui che è stato riconosciuto fra i più longevi mai vissuti nel mondo[6].

- Penisola di Nicoya, Costa Rica: la penisola è stata oggetto di ricerche sulla longevità a partire dal gennaio del 2007.[6][8][9]
- Icaria, Grecia: nell'aprile del 2009 uno studio compiuto nell'isola di Icaria ha scoperto la più alta percentuale di novantenni nel pianeta, quasi un abitante dell'isola su tre raggiunge i 90 anni. Gli icariani hanno inoltre una percentuale del 20% minore di casi di cancro e il 50% di percentuale in meno per quanto riguarda le malattie al cuore; quasi inesistente inoltre la demenza.[6][10]

A queste regioni ne venne aggiunta una quinta da Dan Buettner:
- Loma Linda, California: i ricercatori hanno studiato una comunità della chiesa cristiana avventista del settimo giorno i cui membri sono tra i più longevi di tutto il nord America[6][12].

I residenti delle prime due zone e Loma Linda hanno il più alto numero di centenari, hanno meno possibilità di soffrire di malattie che nella maggior parte dei casi causano il decesso nel resto del mondo, e godono di una vecchiaia più sana oltreché più lunga.
Nel 2022 è stato fondato da Pietro Mereu il primo festival al Mondo sulle Zone Blu, il Longevity Fest che si tiene a Porto Cervo. Nelle ultime edizioni ha avuto focus su Sardegna, Giappone e Costarica, ed ha ospitato scienziati come Gianni Pes, Giovanni Scapagnini, Craig Willcox e il fondatore della Zona Azul de Nicoya Jorge Vindas.

## Caratteristiche

Diagramma di Venn tra Okinawa, la Sardegna e Loma Linda.

Nelle popolazioni che abitano nelle zone blu sono stati individuate sei caratteristiche comuni nel modo vivere, che contribuiscono alla loro longevità:
1. La famiglia al centro di tutto
2. Scarso o nullo tabagismo
3. Semivegetarianismo
4. Attività fisica moderata ma costante
5. Percezione di essere utili socialmente
6. Consumo di legumi

## Critiche
Analisi statistiche approfondite e recenti hanno sollevato dubbi sull'intero concetto di Zona Blu, con le aree precedentemente indicate come tali che presentano un'aspettativa di vita media più bassa rispetto a quella di altre regioni della corrispettiva nazione. Inoltre il numero di centenari è correllato a mancanza di certificati di nascita degli stessi, a frodi pensionistiche, e a errori nei dati raccolti dai demografi e a dichiarazioni false da parte degli interessati.